# Wii Balance Board
Wii Balance Board (japanski kanji: バランスWiiボード Baransu Wī Bōdo) (hrv. Wii ploča za ravnotežu) ime je dodatak za igraću konzolu Nintendo Wii i Nintendo Wii U koja obavlja ulogu ploče za ravnotežu prilikom igranja nekih igara.   balance board accessory for the Wii and Wii U video game consoles. Skupa s aplikacijom Wii Fit, ovaj dodatak je izašao na tržište 11. srpnja 2007. godine na sajmu Electronic Entertainment Expo.